# EP Gaia
EP Gaia, pełna nazwa Escola Profissional de Gaia – portugalski klub szachowy z siedzibą w Vila Nova de Gaia.

## Historia
Klub został utworzony w 2000 roku. W 2019 roku awansował do Primeira Divisão. W sezonie 2020/2021 zespół uzyskał trzecie miejsce w Primeira Divisão, za A.XAT Montemor-o-Novo i AX Gaia. Podstawowymi zawodnikami drużyny byli wówczas m.in. Arjun Erigaisi, Leandro Krysa i André Ventura Sousa. W kolejnym sezonie klub ponownie zajął trzecie miejsce.

## Arcymistrzowie w historii klubu
- Cristhian Cruz Sánchez[4]
- Daniel Dardha[5]
- Arjun Erigaisi[4]
- Oleg Korniejew[6]
- Leandro Krysa[4]
- José Eduardo Martínez Alcántara[4]
- Vojtěch Plát[6]